# رودريغو غارثيا
رودريغو غارسيا (بالإسبانية: Rodrigo García) (و. 1959 – م) هو مخرج سينمائي، وكاتب سيناريو، ومصور سينمائي، ومخرج تلفزيوني من كولومبيا. ولد في بوغوتا.

## جوائز
حصل على جوائز منها:
- جائزة نقابة الكتاب الأمريكية.

## وصلات خارجية
- رودريغو غارسيا على موقع IMDb (الإنجليزية)
- رودريغو غارسيا على موقع مونزينجر (الألمانية)
- رودريغو غارسيا على موقع قاعدة بيانات الأفلام العربية
- رودريغو غارسيا على موقع قاعدة بيانات الأفلام العربية
- رودريغو غارسيا على موقع ألو سيني (الفرنسية)
- رودريغو غارسيا على موقع أول موفي (الإنجليزية)
- رودريغو غارسيا على موقع قاعدة بيانات الأفلام السويدية (السويدية)
- رودريغو غارسيا على موقع قاعدة بيانات الفيلم (الإنجليزية)
- رودريغو غارسيا على موقع كينوبويسك (الروسية)